# Сутьєска (футбольний клуб)
«Сутьєска» (чорн. ФК Сутјеска Никшић, FK Sutjeska Nikšić) — чорногорський футбольний клуб з міста Никшич. Виступає у Першій лізі чемпіонату Чорногорії. Заснований 1927 року. Домашні матчі проводить на стадіоні «Градскі» (інша назва «Край Бистріце»), який вміщує 10 800 глядачів.
У сезоні 2012/13 клуб вперше отримав титул чемпіона країни. Наступного сезону «Сутьєска» стала першим клубом, який у новітній історії розіграшів чемпіонату Чорногорії зміг захистити титул.

## Історія
Клуб був заснований під назвою СК «Хайдук». Пізніше був перейменований у СК «Герцеговац». З 1945 року має сучасну назву у пам'ять про битву на Сутьєсці. 

### Югославія
У 1964 році клуб дебютував у Першій лізі Югославії та до розпаду країни провів на найвищому рівні 9 сезонів.

### Сербія і Чорногорія
| Сезон   | Ліга                               | Місце |
| ------- | ---------------------------------- | ----- |
| 2002-03 | Перша ліга                         | 5     |
| 2003-04 | Перша ліга                         | 8     |
| 2004-05 | Перша ліга                         | 15    |
| 2005-06 | Друга ліга (Перша ліга Чорногорії) | 2     |

### Чорногорія
У 2006 році клуб розпочав виступи у чемпіонаті незалежної Чорногорії.
| Сезон   | Ліга       | Місце |
| ------- | ---------- | ----- |
| 2006-07 | Перша ліга | 8     |
| 2007-08 | Перша ліга | 11    |
| 2008-09 | Перша ліга | 3     |
| 2009-10 | Перша ліга | 7     |
| 2010-11 | Перша ліга | 11    |
| 2011-12 | Перша ліга | 8     |
| 2012-13 | Перша ліга | 1     |
| 2013-14 | Перша ліга | 1     |
| 2014-15 | Перша ліга | 2     |
| 2015-16 | Перша ліга | 5     |

## Досягнення
Чемпіонат Чорногорії
- Чемпіон (5) : 2012/13, 2013/14, 2017/18, 2018/19, 2021/22
- Срібний призер (3) : 2014/15, 2020/21, 2022/23

Кубок Чорногорії
- Володар (2) : 2016/17, 2022/23
- Фіналіст (1) : 2006/07

## Виступи в Єврокубках
| Ліга чемпіонів | Ліга чемпіонів | Ліга чемпіонів | Ліга чемпіонів | Ліга чемпіонів | Ліга чемпіонів | Ліга чемпіонів |
| Сезон          | Етап           | Перша команда  | Заг.           | Друга команда  | 1-й матч       | 2-й матч       |
| -------------- | -------------- | -------------- | -------------- | -------------- | -------------- | -------------- |
| 2013/14        | 2-й кв. раунд  | «Шериф»        | 6:1            | «Сутьєска»     | 1:1            | 5:0            |
| 2014/15        | 2-й кв. раунд  | «Шериф»        | 5:0            | «Сутьєска»     | 2:0            | 3:0            |
| Ліга Європи    |                |                |                |                |                |                |
| Сезон          | Етап           | Перша команда  | Заг.           | Друга команда  | 1-й матч       | 2-й матч       |
| 2009/10        | 1-й кв. раунд  | «Сутьєска»     | 2:3            | МТЗ-РІПО       | 1:1            | 1:2 (о)        |
| 2015/16        | 1-й кв. раунд  | «Дебрецен»     | 3:2            | «Сутьєска»     | 3:0            | 0:2            |
| 2017/18        | 1-й кв. раунд  | «Левскі»       | 3:1            | «Сутьєска»     | 3:1            | 0:0            |